# El Mundo No Puede Esperar

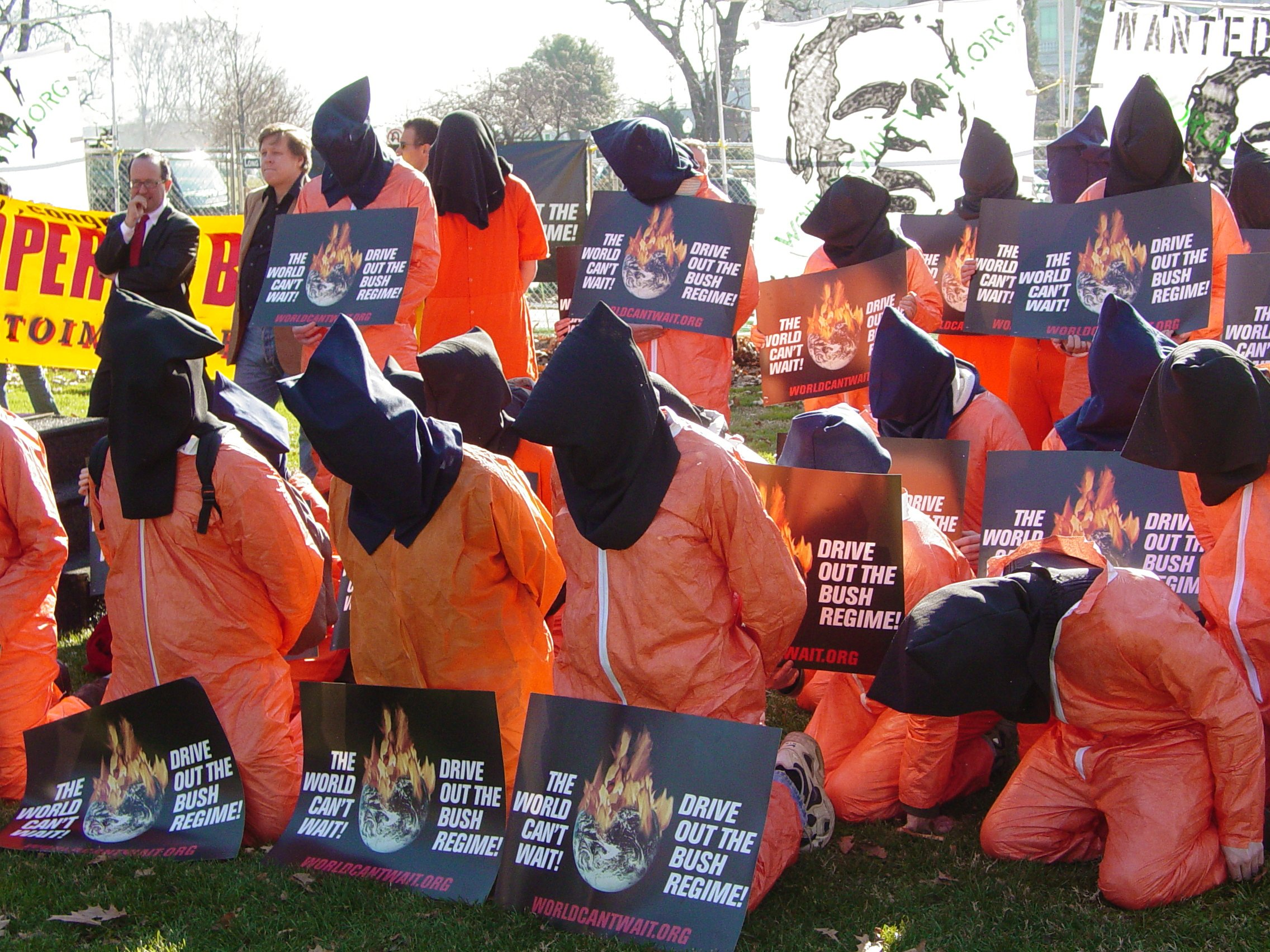
Manifestantes de World Can't Wait el 4 de enero de 2007 en Upper Senate Park.

El Mundo No Puede Esperar (The World Can't Wait) (WCW) es un grupo estadounidense dedicado a movimiento de resistencia masiva a lo que describe como crímenes cometidos por el gobierno de su propio país.

## Formación y objetivos
World Can not Wait se formó en enero de 2005.Su sede se encuentra en Nueva York. WCW intentó durante la era Bush crear un movimiento popular masivo lo suficientemente fuerte como para obligar a George W. Bush y Richard Cheney a dejar sus cargos.Según su declaración de intenciones de 2005, al organizar a las personas que viven en los Estados Unidos, WCW busca "crear una situación política donde se repudia el programa de la administración Bush, donde el propio Bush debe ser expulsado de su cargo, y donde toda la dirección que él ha estado tomando sea invertida por la sociedad estadounidense".
La WCW impuso muchas acusaciones contra el gobierno de Bush, que incluían:guerra de Irak, el abuso a prisioneros, la tortura de detenidos militares, la derogación de sus derechos de habeas corpus, las escuchas telefónicas y actividades de vigilancia ordenadas personalmente por el presidente, la respuesta de la administración al huracán Katrina y el apoyo de la administración a la legislación antiaborto que ellos declaran tiene una base en los objetivos de la derecha cristiana.
Los fundadores de la WCW incluyeron miembros o partidarios del Partido Comunista, ecologistas, anarquistas y personas de diversos orígenes políticos.Organizando en escuelas secundarias, campus universitarios e Internet, en octubre de 2006, el grupo reunió a 24000 seguidores, entre ellos el actor Sean Penn , los escritores Studs Terkel y Eve Ensler, el asambleísta demócrata Mark Leno y la manifestante contra la guerra Cindy Sheehan, y pudo organizar protestas en 150 ciudades de los Estados Unidos, Canadá y Suiza.De acuerdo con la coordinadora nacional de la WCW, Debra Sweet, "Al principio, éramos lo que podríamos llamar los sospechosos habituales de la voz de conciencia. Desde entonces, hemos ampliado nuestro paraguas". 
El WCW declaró durante la carrera presidencial de 2008 que Obama no sería la figura redentora que tantos creían.
En 2009, la WCW adoptó una nueva declaración de misión que incorporó los principales elementos de su declaración original y terminó con: "Esta dirección no puede ni será revertida por los líderes que nos dicen que busquemos un terreno común con los fascistas, los fanáticos religiosos y el imperio. Solo puede ser posible por las personas que construyen una comunidad de resistencia, un movimiento de masas independiente de personas, actuando en interés de la humanidad para detener y exigir el enjuiciamiento de estos crímenes ". 
En el otoño de 2010, WCW sacó un anuncio titulado "Crímenes son crímenes, no importa quién los haga", afirmando que la administración Obama "continuó las políticas de Bush o fue incluso más allá de Bush". El anuncio apareció en la New York Review of Books, The Nation y The New York Times.
- Datos: Q7775948